# 東區 (札幌市)
東区（日语：／ Higashi ku */?）是位於札幌市東北部的一個區，人口主要集中在轄區的西南部，東北部則以農田、工業區為主，早期札幌地區的機場丘珠機場也位於此地。
東側以豐平川和石狩川與白石區、江別市、當別町為界，西側以創成川與北區相鄰。區內地勢平坦，在地形圖上轄區內原本沒有任何一座山，不過，在2004年6月，內利用建設廢土建了一座人工山（標高62.4公尺），並被記載於日本國土地理院的電子版地形圖，成為轄區內唯一的「山」。

## 歷史
1866年大友龜太郎帶領農民來到此地進行開墾，成為開拓此地的始祖。隨著移民的增加，此地區內先後設置了元村、苗穂村、丘珠村、雁來村、篠路村，直到1902年將這些村整併為新設置的札幌村。成為現在東區的主要範圍。

### 年表
- 1902年4月1日：札幌村、雁來村、苗穗村、丘珠村合併為札幌村，並成為北海道二級村。
- 1923年4月1日：札幌村成為北海道一級村。
- 1955年3月1日：札幌村被併入札幌市。
- 1972年4月1日：札幌市成為政令指定都市，同時設置東區。